# بنفشه ممهیز درشت
بنفشه ممهیز درشت (نام علمی: Viola selkirkii) نام یک گونه از سرده بنفشه است.